# Embu (Kenya)
Embu è un centro abitato del Kenya ed è capoluogo dell'omonima contea.